# Emil Filla

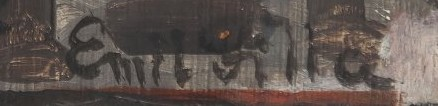
Firma de Emil Filla

Emil František Josef Filla (4 de abril de 1882, Chropyně – 7 de octubre de 1953, Praga) fue un pintor cubista, grafista y escultor checo.

## Vida y carrera profesional

### Juventud y estudios
Nació en Chropyně el 4 de abril de 1882 a la familia de un empleado ferroviario - František Filla y de su esposa Žofie (nombre de soltera Kotoučková). Su infancia la pasó en Brno, donde también se graduó en una escuela de comercio y trabajó como funcionario en una compañía de seguros. Pero su puesto de funcionario no le satisfizo y por eso, después de varios meses, se marchó a Praga.
Desde el año 1903 estudió en Praga en la Academia de Bellas Artes (AVU). No obstante, después de tres años dejó la escuela debido a los métodos y contenidos convencionales de la educación y decidió buscar un camino diferente con varios colegas.

### Principios de la carrera artística y matrimonio
En la primera época de su creación le afectaba principalmente la obra de Edvard Munch, quien tuvo una exhibición en Praga en el año 1905. Filla llegó a ser socio del grupo Osma, con el cual expuso en los años 1907 y 1908. De esta época procede su obra expresionista (Lector de Dostojevski – 1907, Los jugadores de ajedrez - 1908, El as de corazones – 1908). En el año 1909 entró en la Asociación de los artistas Mánes en que participó  hasta su muerte, a excepción del período 1911-1914 cuando actuó en el Grupo de Bellas Artes.
En el año 1910 en su obra empezaron a aparecer los primeros elementos del cubismo, al principio como  cuboexpresionismo (El otoño – 1910, Salome – 1911, Tranquilizador – 1911, Dos mujeres – 1912, El baño – 1912) influenciado entre otras cosas por la obra del pintor del barroco temprano – El Greco. Pero después empezó a crear obras cada vez más cubistas con una fuerte influencia de la pintura cubista  de Pablo Picasso y de Georges Braque. En esta época pintó sobre todo los bodegones (Bodegón con botón y botella – 1913, Bodegón con bandeja – 1914, Bodegón con vaso – 1914). Sin embargo, Filla se dedicó también a su obra escultórica (Cabeza – 1913), y al dibujo figurativo (Fumador – 1913, Lector – 1913, Mujer – 1914). En los bodegones empezaron a aparecer también elementos de collage (Bodegón con tabaco – 1914) cuando se adhieren partes del texto de un periódico, etiquetas, etc.
El día 27 de mayo de 1912 se casó en Praga en Vinohrady a la hija de un profesor de filosofía de la Universidad Carolina, con la hija de František Krejčí – pintora Hana Krejčí que fue su esposa hasta el final de su vida.

### Primera Guerra Mundial
Poco antes de la Primera Guerra Mundial Filla se fue a París pero, al estallar la guerra, tuvo que escaparse dramáticamente a los Países Bajos. Al lado de una creación artística muy intensiva (Bodegón con arenque salado – 1915, Lectora – 1915, Señor en sombrero – 1916, Peces de oro al lado de una ventana – 1916, Bodegón de Países Bajos – 1917) cooperó con la resistencia checa llamada Maffia. Además imprimía noticias escritas con la tinta invisible que le envían los resistentes a los Países Bajos. Las noticias imprimidas las entregaba a los demás.

### Primera república
Después de la guerra trabajó como consejo del embajador en los Países Bajos pero pronto regresó a Checoslovaquia y trabajó en el Ministerio de Relaciones Exteriores. Al igual que hacía casi veinte años dejó este trabajo de oficina después de varios meses y otra vez se puso a pintar intensivamente. El centro de su interés artístico sigue siendo sobre todo el bodegón (Bodegón en la mesa – 1920, Bodegón – 1922, Bodegón con notas – 1923, Bodegón con cangrejo – 1927, Bodegón con botella, vaso y pipa – 1929, Bodegón con laúd, jarra y fruta – 1929, Bodegón con guitarra – 1929).
Sin embargo, a diferencia de la época holandesa ahora predominan los colores. En los años treinta apareció en su obra el tema de la mujer (Chica con mandolina – 1929, Figura femenina de pie – 1930, Cabeza de niña – 1930, Mujer con la cabeza de toro – 1930, Cabeza – 1934, Mujer con perro – 1936, Tres mujeres – 1937). El peligro creciente del nazismo en el Imperio Germánico en la segunda mitad de los años treinta le llevó a participar activamente en los eventos que advertían de esta ideología agresiva. Filla reacciona a este peligro también artísticamente. Creó por eso los ciclos Luchas de Hércules, Canciones populares Checas y Eslovacas (Será la guerra, sí será – 1939, El ser humano y la muerte – 1939, Guerra – 1939) y antes de todo el ciclo Luchas y peleas en el cual luchan entre sí los animales (Noche trópica – 1938, Caballo atacado por león – 1938, Noche blanca – 1938). En esta época también tienen origen sus obras escultóricas pequeñas.

### Durante la ocupación alemana
Justo el primer día de la ocupación alemana (ataque a Polonia por la Alemania nazi) fue arrestado por la Gestapo junto con muchos otros personajes destacados (por ejemplo Josef Čapek) durante un evento llamado Albrecht I y fue encerrado en el campo de concentración Dachau y después en Buchenwald. En el campo de concentración no pintó pero escribió una serie de textos teóricos e incluso algunos poemas. A diferencia de muchos otros sobrevivió y ya en el año 1945 se llevó a cabo una exposición en la Asociación Mánes en que fue presentada su creación de los años 1938 – 1939 generalmente del ciclo Luchas y peleas.

Después de la Segunda Guerra Mundial
En 1945 fue nombrado profesor de la recién fundada Academia de Artes, Arquitectura y Diseño en Praga (VŠUP). Sin embargo, dado que en Buchenwald sufrió seis infartos y su salud era muy frágil no se incorporó a trabajar hasta un año más tarde. Continuó con los ciclos de preguerra en la pintura y en la gráfica y también se dedicó intensivamente a bodegones. Tres veces se volvió a sacar el tema de Buchenwald (Liberación de Buchenwald – 1947).  A partir de 1947 hasta su muerte creó pinturas paisajistas del Macizo de Bohemia Central (Slavětín u Peruce – 1949, Hazmburk u Stradovic – 1950, Od Brníkova – 1951, Hazmburk – 1951, Montañas de Louny – 1951, Stradonice – 1952, Kamýk u Litoměřic – 1952, Chožov – 1952). Estas obras nacieron en el Castillo de Peruc donde obtuvo un espacio en 1946 para realizar sus creaciones. En las pinturas de paisaje Filla reaccionó entre otras cosas a la obra de un pintor paisajista holandés – Jan van Goyen sobre el cual también escribió un libro en esa época   

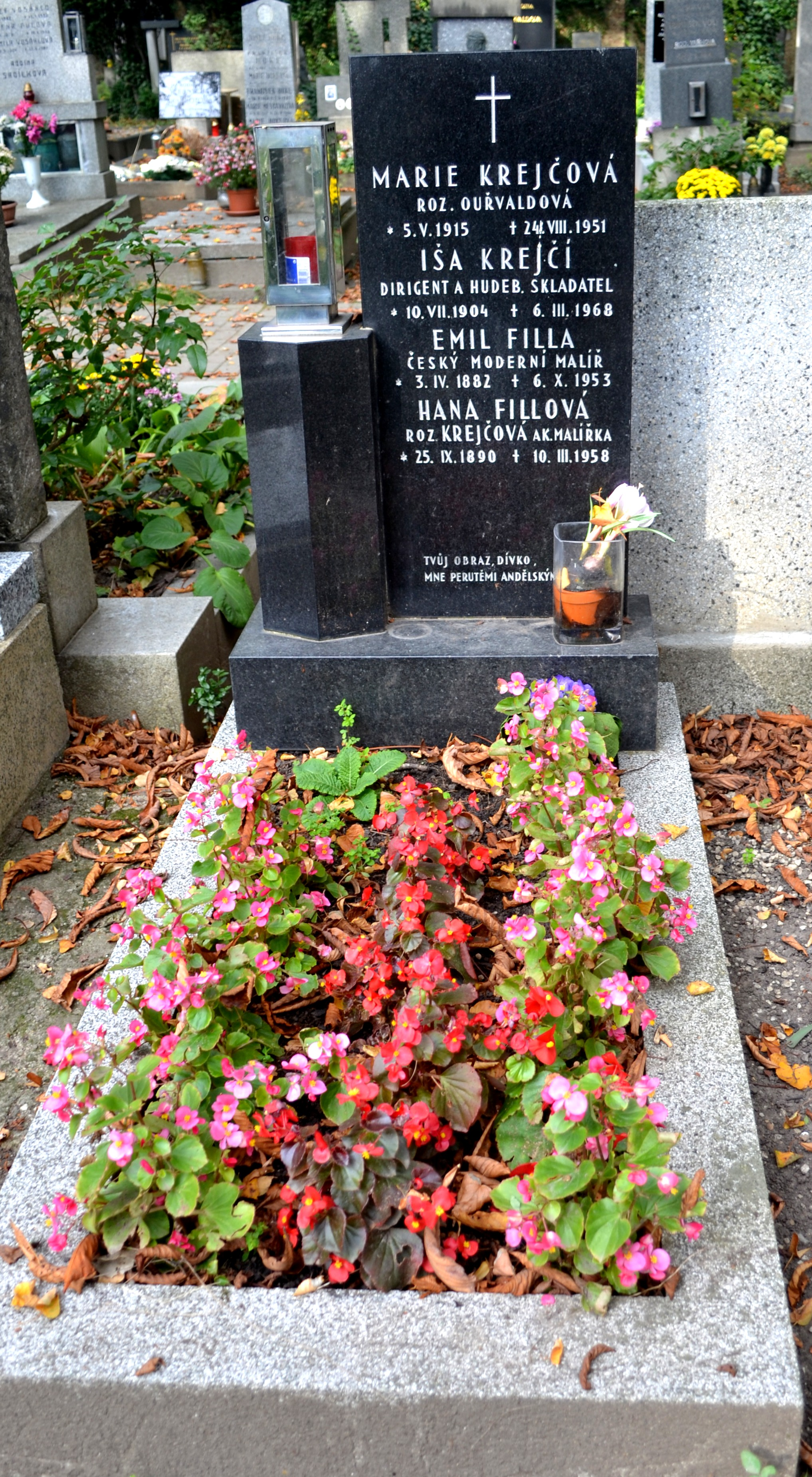
Tumba de Emil Filla

Al mismo tiempo las pinturas de paisaje a lo mejor fueron para él también un tipo de terapia del terror guerrero (las pinturas paisajistas del macizo de Bohemia fueron expuestas en febrero de 1951 en La casa del Arte en Brno y en abril de 1952 en Praga). A partir de 1947 trabajó también en su obra más importante después de la guerra, en el ciclo monumental de las pinturas en papel (y seda) con el tema de canciones eslavas bandoleras (Vuele halcón, el pájaro blanco – 1950, Oveja, mi oveja – 1951, Oye, no quiero ser paisano – 1951). En estas obras Filla no se refiere artísticamente solo al Cubismo sino también al arte popular checo e incluso a pinturas tradicionales chinos de tinta china. Al mismo tiempo continuó con el ciclo de preguerra llamado Un ramo de leyendas populares de Erben y con el ciclo de canciones populares (Chiva un pájaro a otro pájaro – 1939, Será la guerra, sí será – 1939). Estos trabajos deberían haber sido expuestos en 1951 pero la exposición no se realizó porque dijeron que las pinturas eran “horribles” y no correspondían con el propugnado Realismo social. Luego le prohibieron a Filla exhibir todo, excepto las pinturas del macizo de Bohemia. También le quitaron la posibilidad de instruir pedagógicamente en VŠUP.

### El final de vida
Filla murió 7 de octubre de 1953 en Praga a causa del séptimo ataque de corazón. Fue enterrado en el cementerio en Praga – Střešovice donde comparte tumba con su esposa, la pintora académica Hana Fillová (25 de septiembre de 1890 – 10 de marzo de 1958) y con su cuñado, el compositor musical Iša Krejčí (10 de julio de 1904 – 6 de marzo de 1968).

## Personalidad
Emil Filla era un artista polifacético, ante todo pintor y grafista, pero también un escultor, colector, teórico, redactor, organizador y diplomático. Su personalidad significante determinó la dirección de la cultura checa ya antes de la Primera Guerra Mundial pero sobre todo en el período de entreguerras. Viajaba mucho, principalmente antes de la Primera Guerra Mundial – por Francia, Italia y Alemania. El porqué de estos viajes era conocer el arte antiguo y contemporáneo. Sus textos teóricos fueron creados sobre todo para la revista Volné směry, donde trabajaba como redactor. Reflejaban los problemas que Filla resolvía en su pintura en aquel tiempo y por eso nos sirven como una clave para entender su obra pictórica. Capítulos especiales son los emotivos textos de Buchenwald que hoy en día sirven más como ilustración de la época que un ensayo serio sobre arte, filosofía e historia. Filla caracteriza uno de ellos así: «Esto no es un libro, tampoco es un diario. Lo escribió en Buchenwald para no morir». Notable emotividad, falta de sistema y, en esencia, actitud de ferveroso diletante son los rasgos de todos los textos de Filla. Por eso es imprescindible leerlos así."

## Premios y conmemoración
- En el año 1998 le concedieron in memoriam la Orden de Tomáš Garrigue Masaryk de III. grado.
- En el segundo piso del Castillo en Chropyně se fundó el museo de Kroměříž, una exposición permanente como memorial de Filla.
- En Peruce hay una sala memorial de Emil Filla (durante el año 2018 no está accesible por problemas entre la propietaria del castillo y la Región de Bohemia Central).

## Obra

### Publicación
- Preguntas y ejercicios (SVU Mánes – Praga – 1930)
- El problema del Renacimiento y Plástica pequeña (Praga – 1938)
- Rembrandt (Praga – 1939)
- Sobre la libertad (Praga – 1947)
- Canciones de los perros en Buchenwald (Praga – 1947)
- Sobre arte plástico (Praga – 1948)
- Jan van Goyen, reflexión sobre la pintura paisajista (Editorial estatal de bellas letras, música y arte – 1959)
- El trabajo del ojo (Praga – 1982)

### Literatura
- Urzidil, J.: Zeitgenössische Maler der Tschechen: Čapek, Filla, Justitz, Špála, Zrzavý. Bratislava 1936.
- Matějček, A.: Emil Filla, Praga 1938.
- Berka, Č.: Grafické Dílo Emila Filly, Praga 1968.
- Zemina, J.: Emil Filla, Praga 1970.
- Berka, Č.: Emil Filla, Praga 1989.
- Hlušička, J.: Emil Filla, Brno 2003.
- Lahoda, A.: Emil Filla, Praga : Academia, 2007. -- 747 pág.

- V.	V. Štech: V	zamlženém zrcadle, Escritor	Checoslovaco, Praga, 1969,	pág. 82, 153–6, 160, 171, 181, 203, 230, 234, 240

- Datos: Q687335
- Multimedia: Emil Filla / Q687335